# Сара, герцогиня Йоркская
Сара, герцогиня Йоркская (англ. Sarah Margaret, Duchess of York, в девичестве и после развода Фергюсон англ. Ferguson; род. 15 октября 1959) — писательница, меценат, общественный деятель, кинопродюсер и телеведущая. Бывшая супруга принца Эндрю, герцога Йоркского, второго сына королевы Елизаветы II и принца Филиппа, герцога Эдинбургского. Её дочери Беатрис и Евгения являются девятой и одиннадцатой в порядке наследования британского престола. В народе имеет прозвище Ферги.
Фергюсон выросла в Хемпшире и окончила Королевский Колледж Секретаре. После этого она работала в Лондоне, в Компаниях по связям с общественностью, а затем перешла работать в издательство. Её отношения с принцем Эндрю начались в 1985 году, пара поженилась 23 июля 1986 года в Вестминстерском Аббатстве. Разошлись Сара и принц Эндрю в 1992-м, а официально развелись в 1996 году.
И в годы брака, и в нынешнее время, Сара является покровительницей и представительницей нескольких благотворительных организаций, специализирующихся на помощи больным раком, в том числе — детям, поражённым этой болезнью.
После развода Сара была вовлечена в ряд скандалов, повлиявших на её отношения с королевской семьёй, но всё же в последние годы она стала посещать официальные мероприятия. Сара является автором нескольких детских книг, она работала на телевидении и в кинематографе.

## Ранняя жизнь
Сара Маргарет Фергюсон родилась 15 октября 1959 года в госпитале Уэлбек в Лондоне и стала второй дочерью майора Рональда Фергюсона и его жены, Сьюзен Мэри Райт. У Сары есть старшая сестра, Джейн. После развода в 1974 году мать Сары вышла замуж за игрока поло Гектора Баррантеса и перебралась жить в Аргентину. Сама Сара осталась с отцом на его семейной ферме в Даммере, Хэмпшир. В 1976 году майор Фергюсон женился на Сьюзен Дептфорд, в этом браке родились трое детей: Эндрю (1978), Алиса (1980), Элизабет (1986). Сама Сара говорила, что брак её родителей начал распадаться, когда ей было 12 лет, и тогда у неё началось расстройство пищевого поведения — она «переедала, чтобы успокоиться».
Сара посещала школу Дейншил в Стретфилд-Тарджисе, Хэмпшир, а затем школу Хёрст-Лодж в Аскоте, Беркшир. После окончания обучения в колледже Королевских секретарей восемнадцатилетняя Сара устроилась в фирму, занимающуюся связями с общественностью в Лондоне. Позже она работала в художественной галерее и издательской компании.
Старшая сестра Сары, Джейн, специалист по связям с общественностью, живёт и работает в Австралии. У неё 2 детей от первого брака и дочь от второго брака.
Фергюсоны ведут свой род от короля Карла Второго через трёх его незаконнорожденных детей: Чарльз Леннокс, 1-й герцог Ричмонда, Джеймс Скотт, 1-й герцог Монмоут и Анну Леннард, графиню Сассекскую. Сара Фергюсон приходится своему бывшему мужу дальней родственницей, их общие предки — герцог Девонширский, а также король Яков Шестой.
Фергюсон посещала школу «Дейншилл». Учителя описывают её как «отважную и выдающующая девочку». Затем она перешла учиться в Аскот. Академических достижений за ней не числится, но зато она преуспела в плавании и теннисе. В юном возрасте её заинтересовали лыжи. В подростковые годы она работала уборщицей и официанткой. После окончания курсов в колледже секретарей (ей было 18), Фергюсон стала работать в галерее искусств.
Перед замужеством она встречалась с Кимом Смит-Бингхэмом, финансистом, и Пэдди МакНалли, работающем в гоночном бизнесе. Он был старше Сары на 20 лет.

## Замужество и дети

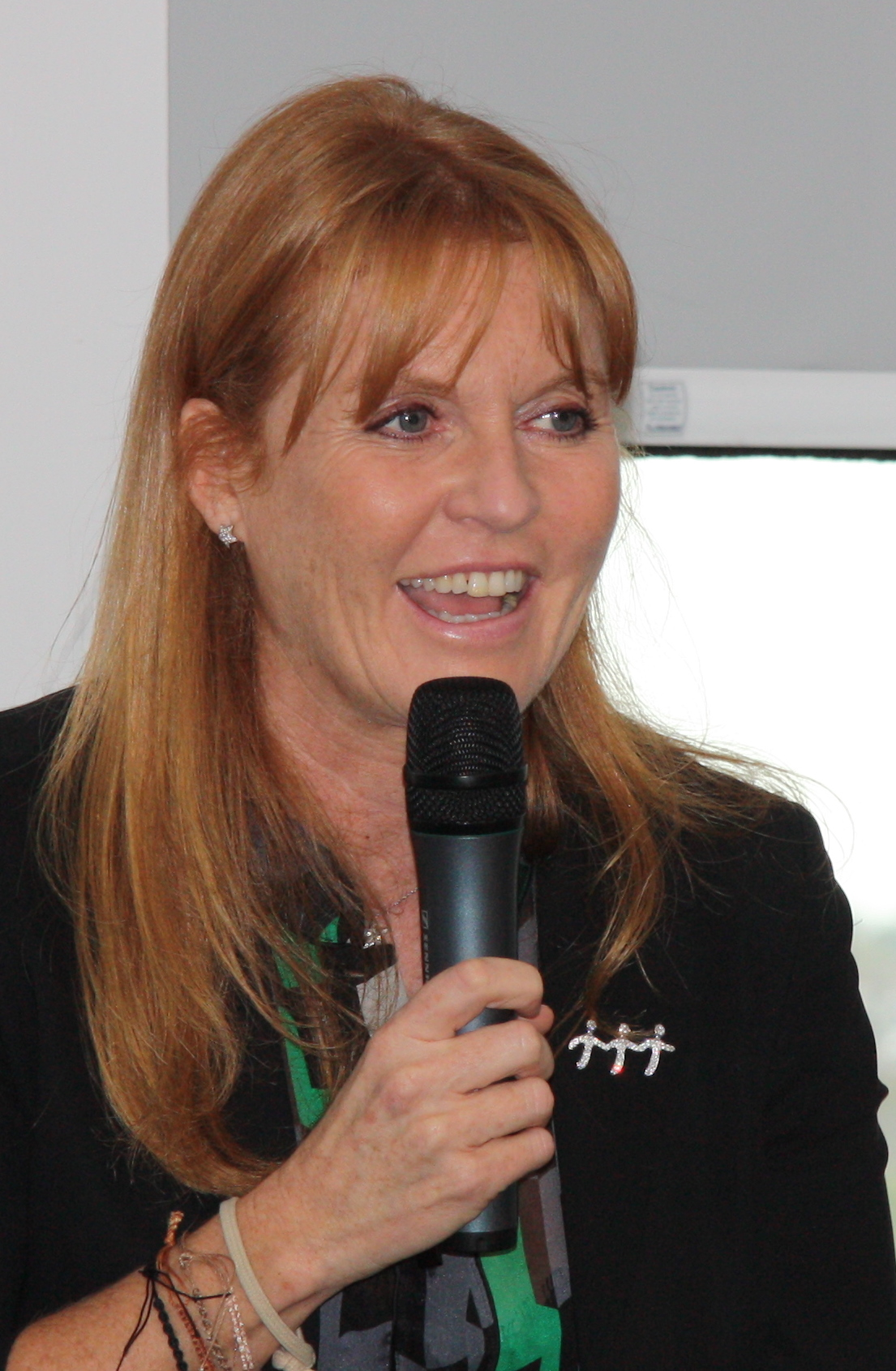
2008 год

Принц Эндрю был знаком с Сарой Фергюсон с детства, иногда они встречались на матчах по поло. В 1985 году по предложению Дианы, принцессы Уэльской, Сара Фергюсон с целью возможного сватовства была включена в список гостей традиционной вечеринки, которую королева устраивала в Виндзорском замке во время королевских скачек в Аскоте. После этого принц Эндрю решил возобновить отношения с подругой детства.
Они поженились 23 июля 1986 года в Вестминстерском аббатстве в Лондоне. После свадьбы принц Эндрю получил от Елизаветы II титул герцога Йоркского, а Сара стала герцогиней Йоркской.
У герцога и герцогини Йоркских двое детей: принцесса Беатрис (родилась 8 августа 1988 года), жена Эдоардо Мапелли-Моцци, и принцесса Евгения Йоркская (родилась 23 марта 1990 года), жена Джека Бруксбэнка. С 30 мая 1996 года герцог и герцогиня находятся в разводе.
После развода Сара Фергюсон утратила титул королевского высочества, но, подобно принцессе Уэльской Диане, сохранила титул по бывшему мужу — герцогиня Йоркская. Однако она лишится его в случае повторного замужества.
Герцогиня сыграла саму себя в предпоследнем эпизоде 4 сезона сериала «Друзья», где Джоуи просит похвалить свою шапку для Чендлера.

## Личная жизнь после развода

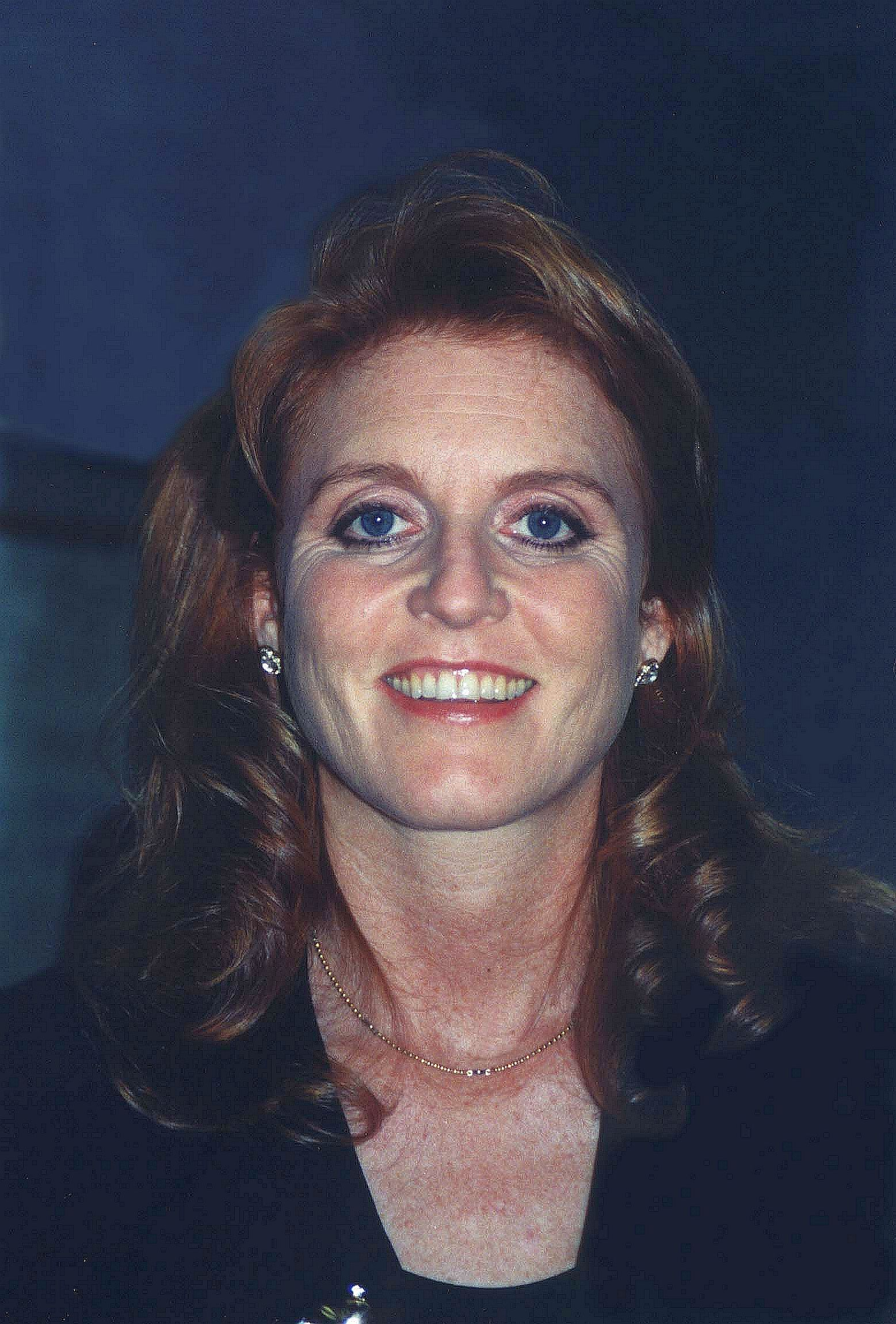
Sarah at a 1997 Weight Watchers event

После развода таблоиды продолжали освещать личную жизнь Сары. В 1995 году карманник украл у неё ожерелье и браслет, стоимостью в несколько сотен тысяч долларов..
До 2004 года Сара и принц Эндрю продолжали жить в общем доме. Затем, принц переехал в Виндзор, в прежний дом своей бабушки, Королевы-Матери, которая жила там до самой своей смерти в 2002 году. В 2007 Сара сняла себе дом меньше, чем в миле от Виндзора. Однако, уже в следующем году там произошёл пожар. После этого она воссоединилась с мужем в его новом жилище.
В 2015 году Сара и принц Эндрю приобрели себе дом в Швейцарии, и сообщалось, что Сара переехала туда. В 2016-м она подала документы на вид на жительство в Швейцарии. Помимо этого, у Сары есть съёмная квартира в Лондоне и уже упомянутый дом в Виндзоре.
В 2006 году Сара стала жертвой скандального взлома телефонов и получила неизвестную по сумме компенсацию. В апреле 2016-го её имя появилось в документах Панама-гейта.

### Проблемы с долгами
Сообщалось, что в 90-х годах Сара имела долги на сумму 4,5 миллиона фунтов.
В 2006 году на деньги, заработанные на издательстве книг и производстве фильмов, Сара основала бизнес в США. Компания должна была помочь ей развить карьеру в области издательского дела и публичных выступлений. В 2009 году компания закрылась, оставив Саре долг в £630,000. В том же году оказалось, что она должна ещё трём компаниям, и её даже вызывали в суд по поводу «неоплаченных счетов»". В августе 2010-го сообщалось, что она может подать на банкротство из-за долгов в £5 миллионов, хотя другие источники сообщали о 2 миллионах.
В 2011-м стало известно, что часть долгов Саре помог оплатить Джеффри Эпштейн. Это произошло, как сообщалось, с подачи принца Эндрю. Впоследствии Сара называла решение согласиться на помощь Эпштейна «огромной ошибкой».
В мае 2020 стало известно, что принц Эндрю и Сара судятся из-за долгов по своему швейцарскому особняку Они не выплатили часть суммы за этот дом, и к моменту судебных разбирательств, сумма достигла 6,8 миллиона фунтов. Принц Эндрю и Сара пришли к соглашению с владельцами дома и решили продать его в уплату долга.

### Плата за доступ к принцу
В мае 2010 года журналист под прикрытием получил от Сары предложение обеспечить ему личную встречу с принцем Эндрю за £500,000. На видео Сара говорит, «£500,000, когда Вы сможете, мне лично в руки». Также на видео она принимает кейс с 40 000 фунтов задатка.
В интервью Опре Уинфри Сара объясняет своё поведение нетрезвостью. Кроме того, она заявляет, что изначально хотела помочь своему другу, которому срочно понадобилось 38 тысяч, но потом попросила увеличить сумму, уже ради решения собственных проблем.

### Здоровье
В 2023 году стало известно, что в ходе плановой маммографии у Сары выявили раннюю стадию рака груди. Ей успешно провели мастэктомию в больнице короля Эдуарда Седьмого. Прогнозы врачей были благоприятными. После удаления груди она также получила пластическую операцию по восстановлению формы.
В январе 2024 стало известно об обнаружении у герцогини злокачественной меланомы.

## Благотворительность
Сара занимается рядом благотворительных проектов.
1. Фонд, помогающий подросткам, больным раком.[43]
2. Ассоциация Заболеваний периферической нервной системы.
3. Центр химической зависимости.[44]
4. «Дети в Кризисе» — проект, выдающий международные гранты на детское образование. Сара основала этот проект является его пожизненным президентом.[45] На основание фонда герцогиню вдохновила встречал с юной жертвой рака по имени Аня, во время визита в Польшу в 1992 году.[46]
5. «Шанс для детей», — США, 1994 год. Решение основать проект в штатах вызвало бурю критики со стороны британской прессы, которые стали выпускать публикации о том, что серия книг Сары принесла ей 400 миллионов фунтов, из которых 3 миллиона каждый год идут ей в карман, несмотря на обещание часть доходов от книг вкладывать в благотворительность.[47] Представитель Сары опроверг эти заявления.[47] Сама герцогиня сказала: «Вы все должны понять, что книги вышли в 1987 году, и тогда я действительно большую часть дохода отдала в благотворительность…»[44]
6. «Трамплин для детей» — эта организация стала патронажем Сары после того, как её старшей дочери, Беатрис, был поставлен диагноз «дислексия». Этот проект помогает дислектикам.[48]
7. Благотворительный фонд Рональда МакДональда — Сара является его амбассадором.[49][50]
8. Фонд Сары Фергюсон — 2006, Торонто.[51] В этот фонд идут доходы от коммерческих мероприятий и проектов Сары, и этот фонд помогает семьям и детям в крайней нужде. I
9. Проект «Офелия» — в 2007 году Сара вошла в совет попечителей этого фонда. Он помогает людям, пострадавшим от не-физической формы агрессии.[52]
10. «Гуманитас» — проект, помогающий детям получить доступ к здравоохранению, образованию и спорту.[53]

Герцогиня вовлечена и в множество других проектов. Большинство из них посвящены помощи детям, и жертвам военных конфликтов, а также борьбе с рабством. Сара также поддерживает Марию Монтессори и её проекты. Именно в рамках этого сотрудничества в июле 2022 года Сара прибыла в Хорватию, где помогала детям и беженцам, пострадавшим в ходе Украинского конфликта. Тогда же 14 тысяч фунтов из её фонда было выделено за покупку компьютеров для беженцев из Украины в Польше.

## В культуре
Герцогиня Сара стала одним из персонажей художественного фильма «Спенсер» (2021), где её сыграла Ольга Хельсинг.